# 蓝村街道
蓝村街道，原为蓝村镇是中国山东省青岛市即墨区下辖的一个街道。2020年8月，撤镇设街道，现区划代码为370215009。

## 行政区划
蓝村街道下辖以下地区：
南泉村、姜家屋子社区、辛家屋子社区、新立社区、桥西头社区、皮鞋城社区、三里村、四里村、一里村、二里村、郭家庄村、郭家屋子村、稻香村、管家屋子村、王家屋子村、小官庄村、大官庄村、鲁家埠村、泊子村、后白塔村、前白塔村、贾戈庄村、城后村、古城村、六里村和五里村。